# Batalha de Dresden
A Batalha de Dresden, ou, na sua forma portuguesa, de Dresda, foi uma luta travada entre 26 e 27 de agosto de 1813, em Dresden, na Alemanha, durante as Guerras Napoleônicas.
No início da Guerra da Sexta Coalizão, Napoleão Bonaparte buscou tomar a iniciativa e moveu suas tropas para o interior da Alemanha com o propósito de destruir as forças austríacas, russas e prussianas, que estavam sob o comando do Marechal-de-Campo Schwartzenberg. Apesar de enfrentar um inimigo mais numeroso (que tinha quase o dobro de soldados), Napoleão conseguiu derrotar seus adversários e conquistou uma grande vitória.
Apesar do sucesso, tal vitória em Dresden não se provou decisiva para Napoleão. As forças inimigas conseguiram se reagrupar e o derrotaram na batalha de Kulm. Menos de um ano depois, a França perdia a guerra.